# Radogost (zespół muzyczny)
Radogost – polski zespół ze Śląska Cieszyńskiego grający folk metal. Radogost tak jak wiele zespołów folk metalowych wykorzystuje instrumenty ludowe takie jak: flet, skrzypce, akordeon, w połączeniu mocnych, przesterowanych gitar i growlowanym wokalem.

## Historia
Zespół powstał z inicjatywy gitarzysty i wokalisty Łukasza Muschiola oraz perkusisty Łukasza Goszyka w 2006 roku na Śląsku Cieszyńskim. Po nagraniu swego pierwszego, dostępnego za darmo w internecie albumu, Dwa Hektary Żywego Lasu, kapela przyjmuje nowego gitarzystę Mariana Kolondrę. W tym składzie zespół gra dość długo, z dwoma zmianami basisty, najpierw przez Andrzeja Spyrę, następnie przez Bartłomieja Tabaka. W tym czasie Radogost nagrywa swój drugi album. Płyta W Cieniu Wielkiego Dębu spowodowała przełomowy moment w karierze zespołu. Nakręcili teledysk do jednego z utworów przy współpracy z TVP Katowice oraz zagrali wiele koncertów z takimi zespołami jak: Alkonost, Butterfly Temple, Arkona. Wiele koncertów zespół zagrał i gra nadal za granicą, głównie w Czechach i na Słowacji. W 2009 dochodzi do znacznych zmian. Skład opuszcza Marian Kolondra, którego zastępuje grający do tej pory na basie Bartłomiej Tabak. Natomiast zadanie basisty przejmuje Szymon Kaczmarek. Pod koniec 2009 w zespole powstaje konflikt założycieli i zespół zostaje zawieszony. Zespół opuszcza Łukasz Goszyk, a wraz z nim Bartłomiej Tabak i Szymon Kaczmarek. Łukasz Muschiol i Jan Musioł zostają sami, lecz nie na długo. Z początkiem roku 2010 do składu wraca gitarzysta Marian Kolondra, a jako perkusista dochodzi Marcin 'Talar' Tatar. Z kolei z końcem 2010 roku do grupy dołącza nowy wokalista – Marcin Velesar Wieczorek. 17 sierpnia 2012 roku zespół wydał swój trzeci album "Dark Side of the Forest". Przez następne trzy lata grupa skupiła się na koncertowaniu i pracy nad nowym materiałem. Ich czwarty pełny album "Dziedzictwo Gór" ukazał się 8 sierpnia 2015 roku, mając swoją premierę w Brennej, podczas III Słowiańskiej Nocy Folk Metalowej. Został on wydany we współpracy z wytwórnią płytową Art of the Night Productions, która podjęła się jego dystrybucji na terenie całej Europy i świata.

## Muzycy
| Obecny skład zespołu - Łukasz 'Mussi' Muschiol – gitara, wokal - Jan 'Thifall' Musioł – skrzypce - Marian Kolondra – gitara - Marcin 'Talar' Tatar – perkusja - Rafał Bujok – gitara basowa | Byli członkowie - Marcin 'Velesar' Wieczorek – wokal - Łukasz 'Goszki' Goszyk – perkusja - Bartłomiej Tabak – gitara - Szymon Kaczmarek – gitara basowa - Adam Gluza – gitara basowa - Andrzej Spyra – gitara basowa |

## Dyskografia
Albumy
- Dwa Hektary Żywego Lasu (2006)[3]
- W Cieniu Wielkiego Dębu (2008)[4]
- Dark Side of the Forest (2012)[5]
- Dziedzictwo Gór (2015)
- Przeklęty (2018)
- Córka Oriona (2022)

Minialbumy
- To Nie Był Wilk (2006)[6]

## Teledyski
| Rok  | Tytuł                           | Reżyseria    |
| ---- | ------------------------------- | ------------ |
| 2008 | "Pieśń o rycerzach z Czantorii" | TVP Katowice |